# آدم بن يونس النسفي
آدم بن يونس بن أبي المهاجر النسفي هو أحد رواة الحديث عند الشيعة، وقد حكى محسن الأمين في موسوعته أعيان الشيعة نقلاً عن فهرست منتجب الدين القول بثقته وتتلمذه على الطوسي بقوله: ”ثقة عدل قرأ على أبي جعفر الطوسي تصانيفه قاله منتجب الدين في فهرسته“.
ونَـسَـف بفتح النون وفتح السين المهملة بعدها، مدينة كبيرة بين جيحون وسمرقند، على مدرج بخارى وبلخ، وهي إحدى مدن أوزبكستان وتُسمّى حاليًا قرشي.
وقد ذكره ابن حجر العسقلاني في لسان الميزان بقوله: ذكره ”أبو علي بن بابويه في رجال الشيعة الإمامية وقال كان فقيهاً مناظرا قرأ على أبي جعفر الطوسي تصانيفه“؛ غير أن محسن الأمين أشكل على ذلك وقال: ”الصواب على ابن بابويه وهو صاحب الفهرست، وليس في نسخ فهرست ابن بابويه التي بأيدينا قوله كان فقيها مناظرا“.

### كتب
- أعيان الشيعة. محسن الأمين، طبع بيروت - لبنان، تاريخ الطبع مفقود، منشورات دار التعارف.

### إشارات مرجعية
1. ↑  
الأمين، محسن. أعيان الشيعة - ج2. ص. 86. مؤرشف من الأصل في 2019-12-07.